# Jan Kubalčík
Jan Kubalčík (* 26. srpna 1972 Brno) je český politik a předseda Konzervativní strany. Od roku 2009 je členem redakčního týmu měsíčníku Konzervativní listy.

## Vzdělání
Roku 1990 vystudoval gymnázium J. Wolkera v Prostějově. V roce 1995 absolvoval Přírodovědeckou fakultu MU v Brně – obor matematická analýza, 1996 DEA na ENI v Belfortu – obor informatique, automatique et productique, 2000 RNDr. a 2002 Ph.D. opět na Přírodovědecké fakultě MU v Brně. Je autorem několika odborných článků v oborech matematická analýza, robotika, ekonomie.

## Politická kariéra
- Zakládající člen DEU v Brně – členem do r. 1995.
- Zakládající člen a místopředseda občanského sdružení „Sdružení pro podporu sjednocení pravicových stran“, které pracovalo zejména v Brně v letech 1996 – 1998.
- Zakládající členem Strany konzervativní smlouvy, do r. 2000 předseda Městského společenství SKS v Brně, v letech 2000 – 2001 místopředseda SKS. V letech 2001 – 2003 (po slučovacím konventu v červnu 2001) místopředsedou Městského sdružení Konzervativní strany Brno, od r. 2003 členem Předsednictva Konzervativní strany, od roku 2008 střídavě jejím předsedou.